# Geganters d'Esparreguera

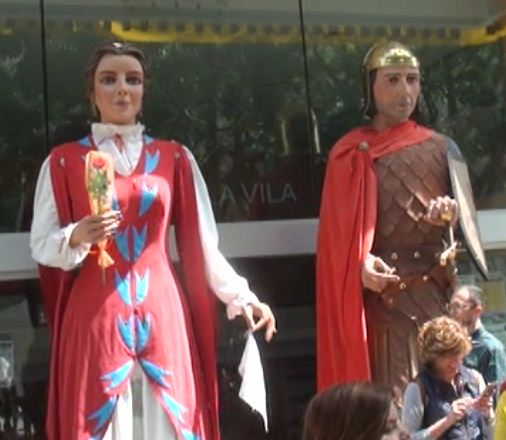
Guillem i Emma, els Gegants d'Esparreguera, a la plaça de l'Ajuntament d'Esparreguera.Activitats de la Diada de Sant Jordi del 23 d'abril de 2017

Geganters d'Esparreguerra és una entitat de la vila d'Esparreguera que te per objectius la conservació de la tradició gegantera a Esparreguera i a Catalunya, i donar a conèixer la història i cultura del nostre poble a fora de Catalunya. És membre de la Federació d'Entitats de Cultura Tradicional Catalana d'Esparreguera, i membre de la Agrupació de Colles de Geganters de Catalunya.
Fou fundat l'any 1992 amb el bateig dels gegants Guillem i l'Emma. La Colla pren també part activa a la Diada de Sant Jordi. La Colla participa de la Festa de la Primavera d'Esparreguera -en les primeres edicións anomenada Fira de la Primavera-, que te lloc anyalment al Parc de la Vila d'Esparreguera, i que funciona com a Fira d'Entitats locals amb un ventall d'activitats culturals i musicals paral·leles, que s'ofereixen segons el programa que organitza l'Ajuntament. Any 2015. Any 2016, 2017. d'Esparreguera amb les entitats i associacions. Igualment, fan sortides a altres localitats de la rodalia, així com fora de Catalunya. Recordem aquí Abrera, Barcelona, Collbató, El Prat de Llobregat, Masquefa, Molins de Rei, Montornès del Vallès, Sant Andreu de la Barca, Sant Joan de Vilatorrada, o la sortida al Pais Basc.